# 祖全恩
祖全恩（？—10世纪），五代十国时期吴国和南唐将领。
天祚二年（936年）十二月，后晋灭后唐，后唐安远军节度使卢文进逃到吴国。吴国权臣摄政齐王徐知诰派祖全恩率兵二千在安陆迎接，告诫祖全恩不要进入安远军军部安州城，列阵于城外，等卢文进来了，保护卢文进回吴即可，不要剽掠。祖全恩照办。徐知诰建立南唐，改名李昪。昇元四年（940年）五月，后晋安远军节度使李金全奉表请求降唐，李昪遣鄂州屯营使李承裕、段处恭率兵三千接应，也如之前告诫祖全恩一样告诫，但李承裕却贪心剽掠，结果被晋军所败，段处恭战死，李承裕被擒杀，丧师四千人。
保大三年（945年）二月，正在攻打闽国都城建州的枢密副使查文徽上表请求增兵，唐帝李璟以天威都虞候何敬洙为建州行营招讨马步都指挥使，祖全恩为应援使，姚凤为都监，率兵数千一同攻建州，从崇安进屯赤岭。闽帝王延政派仆射杨思恭督统军使陈望统军万人前去抵抗，陈望在河水南岸立栅，唐军不敢进攻。但杨思恭却强调王延政的命令，督促陈望出战。陈望强调唐士兵精锐，将领习武，国之安危在此一举，只有确保万全才能行动。杨思恭怒道：“唐兵深侵，陛下寝不交睫，委军事于将军。现在唐军不出数千，跋涉山川，没有军粮，将军拥众一万多，兵强马壮，乘危和对方决战是以石破卵，一旦旷日持久，唐军营垒坚固粮食完备，还有何指望！将军受国家重恩，应该尽死力立功以报万一，如果不乘其未定而击之，唐军害怕自退了，将军无功，有何面目见陛下！”陈望被迫率军过河进攻唐军。查文徽、祖全恩等以大兵抵挡，出奇兵于敌军之后，与何敬洙、行营招讨洪抚饶信歙等州诸指挥都虞候边镐夹击，大破闽军，闽军溺死者很多，陈望死，杨思恭仅以身免逃回建州。不久，王延政投降，南唐灭闽。